# Boich
Boich (gesprochen: Booch) ist ein Ortsteil der Gemeinde Kreuzau im Kreis Düren, Nordrhein-Westfalen.

## Lage
Boich liegt am Eifelnordrand in der Rureifel im Naturpark Nordeifel. Nachbarorte sind Nideggen, Drove und Leversbach. Von Boich hat man eine gute Fernsicht in das Dürener Land und die Zülpicher Börde.

## Geschichte
Boich ist uralter Siedlungsraum. Bodenfunde lassen auf eine keltoromanische Besiedlung schließen. Die ältesten Funde in der Region um Boich stammen bereits aus der ausgehenden Altsteinzeit (Jungpaläolithikum). Unzählige Funde aus der mittleren Steinzeit (Mesolithikum) verweisen auf einige Lagerplätze und belegen zudem regelmäßige Streifzüge durch das Gebiet. Hinweise auf eine Besiedlung in der frühen Jungsteinzeit fehlen. Jedoch lassen vereinzelte Funde eine Nutzung des Gebietes zur Jagd, der Viehhütung und zum Holzeinschlag vermuten. Erste Hinweise auf feste Besiedlung lassen sich sicher erst für die mittlere Jungsteinzeit (Mittelneolithikum) nachweisen, ebenso für das Jung- bis Endneolithikum, sicher die spätere Bronzezeit und für die Eisenzeit. Es fehlt auch nicht an Siedlungsresten aus der römischen Kaiserzeit. Eine frühmittelalterliche Besiedlung lässt sich anhand von 1965 beim Straßenbau entdeckten fränkischen Gräbern belegen, worunter auch ein Teil eines Matronendenkmals gefunden wurde. Zum Frühmittelalter wird auch die Gründung der heute als „Boich“ bezeichneten Ortschaft vermutet.
Früher gehörte Boich mit Leversbach zur Herrschaft Drove. Nach Auflösung des Amtes Drove im Jahre 1932 kam der Ort zum Amt Kreuzau.
Am 1. Juli 1969 wurde die Gemeinde Boich-Leversbach mit sechs weiteren Orten in die Gemeinde Kreuzau eingegliedert.
Durch die Neugliederung des Raumes Aachen (Aachen-Gesetz) wurden mit Wirkung vom 1. Januar 1972 die Gemeinden Obermaubach-Schlagstein und Untermaubach, der Ortsteil Langenbroich aus der Gemeinde Hürtgenwald und die Ortsteile Schneidhausen und Welk aus der Gemeinde Lendersdorf in die Gemeinde Kreuzau eingegliedert – die Gemeinde  Niederau kam zu Düren. Die heutige Gemeinde Kreuzau besteht aus den Ortsteilen Bogheim, Boich, Drove, Kreuzau, Leversbach, Obermaubach mit Schlagstein, Stockheim, Thum, Üdingen, Untermaubach mit Bilstein und Winden mit Bergheim und Langenbroich.

## Kirche

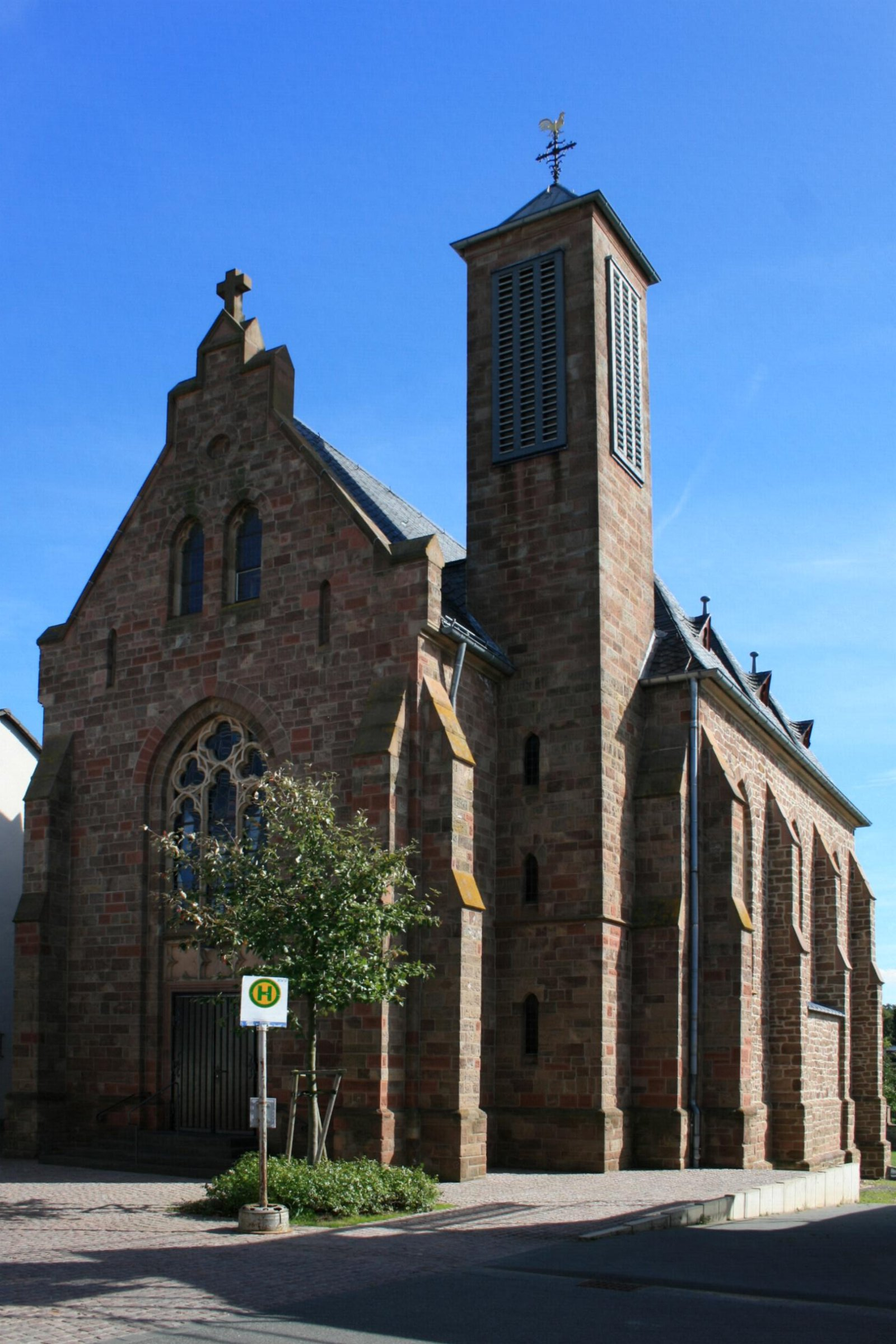
St. Gereon

Die Pfarrkirche von Boich ist St. Gereon geweiht.
1754 wurde erstmals eine Kapelle erbaut, die 1905 durch eine größere Kirche ersetzt. 1953 wurde Boich eigenständige Pfarre.

## Verkehr
Entlang des Ortes führt die Landstraße 249 von Kreuzau nach Nideggen. Busse des Rurtalbus fahren mit der Linie 210 durch den Ort. Bis zum 31. Dezember 2019 wurde diese Linie von der Dürener Kreisbahn bedient. Zudem verkehrt die Nachtbuslinie N3a.
| Linie | Verlauf |
| ----- | --- |
| 210   | (Düren Bf/ZOB – StadtCenter – Kaiserplatz – Krauthausen – Niederau –) Kreuzau – (Drove –) Boich – Nideggen – Brück – Schmidt |
| N3a   | Nachtbus: nur in den Nächten Fr/Sa und Sa/So Düren Bf/ZOB → Kaiserplatz → Niederau → Kreuzau → Leversbach → Nideggen → Thum  |

## Bildung
In Boich gab es bis zum 1. August 2015 die Gereonschule, eine Förderschule für lernbehinderte und sprachbehinderte Kinder.

## Vereinswesen
Neben dem Bürgerverein gibt es im Ort noch eine Löschgruppe der Freiwilligen Feuerwehr Kreuzau, einen Sportverein, ein Tambourcorps und eine Vereinigung aller Ortsvereine.

## Sonstiges
- Von Üdingen nach Boich führt ein 9,5 km langer „Landschaftsentdeckungspfad“.[4]
- In Boich wohnte der Krimiautor Guido M. Breuer.